# رشید ترکی
رشید ترکی (انگلیسی: Rachid Turki; ۱ ژانویهٔ ۱۹۱۸ – ۱ ژانویهٔ ۲۰۰۳) مربی فوتبال اهل تونس بود.
وی اولین سرمربی تیم ملی فوتبال تونس بوده، وی همچنین سرمربی باشگاه فوتبال بنزرتی بوده است.